# Clara Andrés
Clara Andrés (Oliva, Valencia, 1977) es una cantautora española.

## Biografía
Se inicia en los estudios musicales en la Agrupación Artística Musical de Oliva donde tocaba el oboe y formaba parte de la coral. De manera autodidacta aprende a tocar la guitarra, que la llevará a hacer sus primeras canciones. En 2000 comienza a participar en conciertos, sobre todo en la ciudad de Valencia. Graba de manera amateur varias maquetas. Su carta de presentación es la maqueta "Inici", autoeditada y grabada en el sello la Fournier (La Garriga) en 2005. El éxito de la maqueta fue inmediato. "Inici" llevó a Clara Andrés a participar en el Mercat de Música Viva de Vic en 2005, a la sala "Espacio" de Barcelona para el programa "DeProp" de TV3, a ser finalista del premio Sona 9 en 2006 y a formar parte con la canción "Hui fa vent" de la banda sonora de la película "Días de agosto" de Marc Recha.
"Dies i dies" es su primer disco, autoeditado y grabado también a la Fournier (La Garriga) en 2007. En este disco sus canciones destacan por su lirismo y su voz cálida. Recibió dos premios en los Premios Ovidi Montllor en 2008, uno a los mejores arreglos musicales y el otro a la mejor canción con "Dies i dies". Este mismo año, Clara Andrés fue reconocida con el primer premio del "Premio Miquel Martí y Pol", un galardón musical promovido por Lluís Llach en memoria de Miquel Martí i Pol. La cantautora obtuvo el reconocimiento por la adaptación del poema 'Personatges', de Josep Pedrals.
Clara Andrés participó en Musiquetes per la Bressola cantando Transformacions, tema que interpretó el 22 de octubre de 2008 en el Auditorio de Barcelona durante el concierto "Fem sonar les Musiquetes".
No deja de participar activamente en actos y eventos como los certámenes de los años 2009 y 2010 del Poefesta "Festival de Poesía de Oliva". En octubre de 2010, aparece su disco "Huit", grabado en la Fournier. Recoge ocho canciones donde la sencillez y la discreción en el detalle sobresalen a todo propósito.
En mayo de 2014 se editó "Entrelinies", tercer trabajo discográfico de la autora. Un conjunto de 9 canciones tejidas como un todo, una pieza que tiene un orden coherente y que quiere contar una historia. Su tono, a pesar de ser nostálgico, es sobre todo reconciliador.

## Discografía
- Inici (2005, maqueta)[4]
- Dies i dies (La Fournier, 2008)[5]
- Huit (Chesapik, 2010)
- Entrelinies (Mésdemil, 2014)